# KCNE1
KCNE1 (англ. KCNE1 protein) – білок, який кодується однойменним геном, розташованим у людей на 21-й хромосомі. Довжина поліпептидного ланцюга білка становить 129 амінокислот, а молекулярна маса — 14 645.
| 10         |  | 20         |  | 30         |  | 40         |  | 50         |
| ---------- |  | ---------- |  | ---------- |  | ---------- |  | ---------- |
| MILSNTTAVT |  | PFLTKLWQET |  | VQQGGNMSGL |  | ARRSPRSGDG |  | KLEALYVLMV |
| LGFFGFFTLG |  | IMLSYIRSKK |  | LEHSNDPFNV |  | YIESDAWQEK |  | DKAYVQARVL |
| ESYRSCYVVE |  | NHLAIEQPNT |  | HLPETKPSP  |  |            |  |            |

A: Аланін

C: Цистеїн

D: Аспарагінова кислота

E: Глутамінова кислота

F: Фенілаланін

G: Гліцин

H: Гістидин

I: Ізолейцин

K: Лізин

L: Лейцин

M: Метіонін

N: Аспарагін

P: Пролін

Q: Глутамін

R: Аргінін

S: Серин

T: Треонін

V: Валін

W: Триптофан

Локалізований у мембрані.